# Usina Hidrelétrica de Canoas I
A Usina Hidrelétrica Canoas I está localizada no Rio Paranapanema, entre os municípios de Itambaracá (PR) e de Cândido Mota (SP), entre as usinas Canoas II e Capivara. 

## Características
É, juntamente com o empreendimento de Canoas II, uma das mais novas hidrelétricas do rio Paranapanema. Inaugurada em 1999, Canoas I é uma usina de pequeno porte, com capacidade nominal de 82,5 MW, a partir de um desnível de 16,30 m. É equipada com três turbinas tipo bulbo.
Seu reservatório alga uma área de 30,85 KM2 e opera a um nível constante de 351 m acima do nível do mar.
É considerada uma usina hidrelétrica a fio d'água.

## Ligações Externas
- Duke Energy